# 96 هـ
96 هـ هي سنة في التقويم الهجري امتدت مقابلةً في التقويم الميلادي بين سنتي 714 و715.

موقع مدينة كاشغر آخر مدينة وصل إليها قتيبة الباهلي في الشرق

## أحداث
- بيعة سليمان بن عبد الملك

## مواليد
- بشار بن برد
- صالح بن علي العباس

## وفيات
- إبراهيم بن عبد الرحمن بن عوف
- إبراهيم بن يزيد النخعي
- الصمة القشيري
- صالح بن مسلم الباهلي
- عامر بن سعد بن أبي وقاص
- عبد الله بن بسر
- قتيبة بن مسلم الباهلي
- هبيرة بن مشمرج الكلابي
- قرة بن شريك العبسي
- الوليد بن عبد الملك
- عبد الله بن مسلم الباهلي